# アレーナ・コムバターレ
アレーナ・コムバターレ（Arena Kombëtare）は、アルバニア・ティラナにあるナショナルスタジアム。サッカーアルバニア代表がホームスタジアムとして使用している。
2019年にケマル・スタファ・スタジアムの跡地に開場した。
エア・アルバニアがネーミングライセンスを取得しエア・アルバニア・スタジアム（Air Albania Stadium）と呼称されている。
2022年5月25日にUEFAヨーロッパカンファレンスリーグ 2021-22 決勝が開催された。